# Davidiella stephanorossiae
Davidiella stephanorossiae är en svampart som först beskrevs av Duke, och fick sitt nu gällande namn av Aptroot 2006. Davidiella stephanorossiae ingår i släktet Davidiella och familjen Davidiellaceae.   Inga underarter finns listade i Catalogue of Life.